# Weihnachtsgeschenke von Tiffany
Weihnachtsgeschenke von Tiffany (Originaltitel: Something from Tiffany’s) ist eine US-amerikanische Romantische Komödie aus dem Jahr 2022 in der Regie von Daryl Wein. Sie basiert auf dem Drehbuch von Tamara Chestna, das wiederum nach dem gleichnamigen Roman von Melissa Hill entstanden ist. In den beiden Hauptrollen sind Zoey Deutch und Kendrick Sampson zu sehen. Der Film wurde im Stream bei Prime Video am 9. Dezember 2022 veröffentlicht.

## Handlung
Als ihr Freund Gary vor einem Laden von Tiffany’s von einem Taxi angefahren wird, nimmt Rachel fälschlicherweise an, er habe ihr einen Heiratsantrag machen wollen, weil sie ein Schmuckkästchen bei seinen Sachen findet. Sie weiß nicht, dass das Kästchen mit dem eines anderen Mannes namens Ethan vertauscht wurde, der ihrem Freund Gary Erste Hilfe geleistet hatte.
Aus Dankbarkeit für die Rettung ihres Freundes lädt Rachel den sympathischen Ethan, der mit seiner Tochter Daisy das Unfallopfer Gary sogar im Krankenhaus besucht, in ihr kleines Café ein, in dem sie selbst italienische Backwaren herstellt, wobei die beiden sich einander annähern. Während Gary sich von seiner leichten Gehirnerschütterung erholt, eröffnet Rachel ihren Backwarenstand auf dem Weihnachtsmarkt und holt Ethan und seine Freundin Vanessa am Flughafen ab. Erst am Weihnachtsabend, als beide Paare das jeweilige Schmuckkästchen öffnen, wird den beiden Männern klar, dass die Schmuckgeschenke vertauscht wurden. Aber während Gary der überraschten Rachel den wundervollen Smaragdring mit großer Geste ansteckt, als hätte er ihn für sie gekauft, ist Ethan völlig sprachlos, statt des kostbaren Ringes nur relativ einfache Ohrstecker darin zu finden, über die sich seine Freundin Vanessa trotzdem freut, und bringt kein Wort dazu heraus.
Am nächsten Tag sucht Ethan Rachel auf und fragt sie, ob man sich auf Gary verlassen könne, ob er aufrichtig sei, wenn er etwas versehentlich irgendwo mitgenommen habe. Weil Gary nicht kommt, da er bei der Arbeit aufgehalten wurde, verbringen Rachel und Ethan einen weiteren Abend zusammen.
Am nächsten Morgen sucht Ethan Gary in dessen Tätowier-Studio auf und fordert ihn auf, den Ring sofort zurückzugeben, um Vanessa endlich seinen Heiratsantrag machen zu können. Doch Gary weigert sich, den Ring herauszugeben. Rachel war inzwischen bei Tiffany's und hat von der Verkäuferin erfahren, dass es in Wirklichkeit Ethan war, der den Ring gekauft hat. Daraufhin stellt sie Gary zur Rede, der sein Zurückhalten des Rings nicht abstreitet, aber ihr auch sagt, dass er sie liebe und heiraten wolle, was Rachel ihm aber kaum noch abnimmt, da sie sich sehr über seine unverschämte Unterschlagung des Ringes wundert. Als später Ethan ins Café kommt, sagt Rachel ihm, dass sie alles wisse und er den Ring bald zurückbekommen werde.
Bei einem Fest am Silvesterabend in Rachels Café-Restaurant wird immer klarer, dass sie und Gary gar nicht zusammenpassen. Sie erfährt, dass er schon bei ihrem ersten Kennenlernen eigentlich auf dem Weg zu einem anderen Rendezvous gewesen ist, sodass es schließlich zum Bruch zwischen den beiden kommt. Da treffen Ethan und Vanessa ein, die ihre Verlobung im Café feiern wollen. Doch jetzt fliegen alle Lügen der letzten Tage auf, bis zuletzt auch Vanessa wütend hinausstürmt. Schon in den letzten Tagen war klar, dass ihre Lebenspläne eher auseinandergehen, da Ethan nach New York ziehen will und Vanessa so bald wie möglich zurück nach Los Angeles möchte. Es kommt zur Trennung der am längsten bestehenden Beziehung in der Runde.
Ethan und Rachel sind darüber zu einem Paar geworden, das sich eine gemeinsame Zukunft vorstellen kann, in der auch Ethans Tochter Daisy einen Platz hat, da sie als Kleinkind ihre Mutter verloren hat und dieses Schicksal nun mit ihrer „neuen Mutter“ Rachel teilen kann, die ebenfalls als Kind die Mutter verloren hat.
Ein Jahr später treffen wir die Drei glücklich und geschäftig im Café-Restaurant arbeitend wieder, alle drei in lustige Pullover gekleidet. Auf dem Höhepunkt des Abends beginnt Ethan eine Rede auf Rachel zu halten, die in einem Heiratsantrag gipfelt, den sie gerne annimmt, sodass es ein fröhliches Happy End gibt.

## Besetzung
- Zoey Deutch als Rachel Meyer
- Kendrick Sampson als Ethan Greene
- Ray Nicholson als Gary Wilson
- Shay Mitchell als Vanessa
- Leah Jeffries als Daisy
- Jojo T. Gibbs als Terri Blake
- Javicia Leslie als Sophia
- Chido Nwokocha als Brian Harrison
- Stephanie Shepherd als Tiffany Saleswoman
- Michael Roark als David

## Produktion
Am 30. Oktober 2021 wurde berichtet, dass Zoey Deutch sowohl die Hauptrolle als auch die Funktion des Executive Producers in dem Film Something from Tiffany’s übernehme, der auf dem gleichnamigen Roman von Melissa Hill basiere. Der Film werde von Reese Witherspoon zusammen mit Lauren Neustadter für Hello Sunshine produziert, und zwar in Koproduktion mit Amazon Studios. Es werde der erste Film der Produktionsfirma Hello Sunshine überhaupt sein, und der Film werde auf dem Drehbuch von Tamara Chestna beruhen.
Im Dezember 2021 hieß es, dass Kendrick Sampson, Ray Nicholson, Shay Mitchell und Leah Jeffries zur Besetzung hinzukämen. Im Februar 2022 wurden mit Jojo T. Gibbs, Javicia Leslie, Chido Nwokocha, Stephanie Shepherd und Michael Roark weitere Akteure für die Besetzung benannt.
Die Dreharbeiten erfolgten in New York City im Dezember 2021.

## Veröffentlichung
Der Film wurde auf Prime Video am 9. Dezember 2022 veröffentlicht.

### Aufnahme durch die Kritik
Auf Rotten Tomatoes erhielt der Film eine Zustimmungsrate von 71 %, der auf 28 Besprechungen basierte, wobei eine durchschnittliche Bewertung von 5,6/10 Punkten erfolgte. Der Konsens der Kritiker auf der Website lässt sich wie folgt zusammenfassen: „Es ist die Jahreszeit für romantische Missgeschicke, und es ist immer noch Zeit genug, um selbst“Irgendwas von Tiffany „zu besorgen - ein kleines Schmuckkästchen, voll des daraus abgeleiteten Humors, in Form einer kleinen, leicht-karätigen Handvoll Komödie, die von einer guten Chemie getragen wird.“ Auf Metacritic erhielt der Film eine durchschnittliche Wertung von 46 von 100 Punkten, die auf 10 Kritiken basiert, die aber wiederum von „gemischten oder durchschnittlichen Besprechungen“ berichten.